# 国鉄タキ6000形貨車 (2代)
国鉄タキ6000形貨車（こくてつタキ6000がたかしゃ）は、かつて日本国有鉄道（国鉄）に在籍した私有貨車（タンク車）である。

## 概要
本形式は、液体肥料専用の30t 積タンク車として1962年（昭和37年）12月20日に、1ロット1両（コタキ6000）が日立製作所にて製作された。
記号番号表記は特殊標記符号「コ」（全長 12 m 以下）を前置し「コタキ」と標記する。
本形式の他に液体肥料を専用種別とする形式は、他に例がなく唯一の存在であった。
落成時の所有者は、住友化学工業で、常備駅は桜島線の桜島駅であった。その後1974年（昭和49年）1月17日に日本石油輸送へ名義変更された。1981年（昭和56年）6月に常備駅が名古屋臨海鉄道南港線の南港駅へ移動している。
タンク体は普通鋼（一般構造用圧延鋼材 SS41、現在のSS400）製で、荷役方式はタンク上部の液入管からの上入れ、液出管による下出し方式である。
車体色は黒色、寸法関係は全長は10,300mm、全幅は2,420mm、全高は3,735mm、台車中心間距離は6,200mm、実容積は24.0m3、自重は15.4t、換算両数は積車4.5、空車1.6であり、台車はベッテンドルフ式のTR41Cである。
1983年（昭和58年）6月28日に廃車となり同時に形式消滅となった。